# Franklin County (Vermont)
Franklin County is een van de 14 county's in de Amerikaanse staat Vermont.
De county heeft een landoppervlakte van 1.650 km² en telt 45.417 inwoners (volkstelling 2000). De hoofdplaats is St. Albans

## Geboren
- Chester Arthur (Fairfield, 1829-1886), president van de Verenigde Staten (1881-1885), advocaat en militair

Addison · Bennington · Caledonia · Chittenden · Essex · Franklin · Grand Isle · Lamoille · Orange · Orleans · Rutland · Washington · Windham · Windsor